# Astyanax tumbayaensis
Astyanax tumbayaensis är en fiskart som beskrevs av Miquelarena och Menni 2005. Astyanax tumbayaensis ingår i släktet Astyanax och familjen Characidae. Inga underarter finns listade.